# Gary Gygax
Ernest Gary Gygax (27. juli 1938 – 4. marts 2008) var mest kendt som forfatteren til Dungeons & Dragons, som blev skabt sammen med Dave Arneson og udgivet sammen med Don Kaye i 1974 med firmaet TSR.